# Zamek Schönburg
Schönburg (niem. Schönburg) – zamek położony na wzgórzu w pobliżu miejscowości Oberwesel, Nadrenia-Palatynat, Niemcy, na lewym brzegu rzeki Ren.

## Historia
Pierwsza wzmianka o zamku pochodzi z 1149 r. jako o zamku w lennie Hermanna von Stahleck. Do 1166 znajdował się w dobrach arcybiskupstwa magdeburskiego, kiedy to cesarz Fryderyk I Barbarossa wymienił się z arcybiskupem Wichmanem na opactwo Nienburg i nadał zamku nazwę Schönburg.
W 1318 wszedł w lenno arcybiskupa Trewiru Baldwina.
Podczas wojny trzydziestoletniej zamek został zajęty, w 1632 r., przez Hiszpanów, w 1639 przez Szwedów, następnie w 1644 lub 1645 przez wojska bawarskie. Zniszczenia zamku dokonały wojska francuskie w 1689 roku.
Odbudowany pod koniec XIX wieku.